# Клаудио Каниджа
Клаудио Каниджа (на испански: Claudio Paul Cannigia) е аржентински футболист. Участвал е с националния отбор на Аржентина на три световни първенства по футбол – 1990, 1994 и 2002. Записва участия и на три турнира Копа Америка – на 1987, 1989 и 1991.
Каниджа е играл и за двата отбора от най-голямото аржентинско дерби – това между отборите на „Бока Хуниорс“ и Ривър Плейт.
Каниджа завинаги ще остане в сърцата на футболните заплянковци в Италия, където играе в различни отбори от 1988 до 1994 г. Близък приятел с друга известна футболна звезда от Аржентина – Диего Армандо Марадона.

## Кариера
Футболната си кариера Каниджа започва в състава на „Ривър Плейт“. По-късно е забелзязан от италиански футболни съгледвачи, които търсят млади и талантливи футболисти, които да трансферират в италианското калчо. След неособено забележителни прояви във „Верона“ Каниджа блесва с изявите си за скромния отбор на „Аталанта“ и става любимец на тифозите от Бергамо. Много специалисти по това време твърдят, че блясъкът на Каниджа помръква в този посредствен отбор и че трябва да играе за по-титулуван клуб и не след дълго това става – Преминава в състава на „Рома“. Именно със със състава на „римските вълци“, обаче през 1993 г. след футболен мач с „Наполи“, Каниджа е уличен в употреба на непозволени стимуланти. Това му коства наказание от тринадесет месеца извън футболните терени. Добрият приятел на Клаудио – Диего Марадона го защитава, визирайки и самият себе си с думите: „Не могат да ни простят в Италия, че точно ние ги отстранихме на Световното първенство през 1990 г., когато бяха домакини и сега ни го връщат; хващат когото си поискат – нима в Италия само Каниджа и Марадона вземат наркотици – защото други наказани няма?“. След изтърпяването на дисквалификацията, Клаудио Каниджа преминава за една година в състава на португалския гранд „Бенфика“. По-късно преминава в редиците на „Бока Хуниорс“, където играе рамо до рамо със своя добър приятел Диего Марадона.
След серия от конфликти с ръководството на „Бока Хуниорс“, през 1999 г. Каниджа преминава отново в редиците на „Аталанта“, по времето когато отбора играе в италианската Серия Б. С помощта на Каниджа футболистите от Бергамо успяват да се завърнат в елита на италианския футбол. Неочаквано за повечето любители на футбола Клаудио Каниджа преминава през 2000 г. в редиците на шотландския първодивизионен „Дънди Юнайтед“. След пребиваването си във ФК „Дънди“, Каниджа преминава в редиците на друг популярен шотландски клуб – „Глазгоу Рейнджърс“. На стдион „Айброкс“ Клаудио Каниджа носи шампионската купа на Шотландия и Купата на Лигата през сезон 2002/03. В редиците на „Глазгоу Рейнджърс“ аржентинският нападател изиграва 50 мача, в които има отбелязани 12 гола. Футболната си кариера Каниджа завършва в Катар.
На световните футболни финали в Италия през 1990 г. и в САЩ през 1994 г., Каниджа има четири отбелязани гола в общо девет мача. Два от най-знаменитите си голове Каниджа отбелязва срещу Бразилия в осминафинален мач на Мондиала в Италия през 1990 г., и срещу самите домакини, благодарение на които националният отбор на Аржентина достига до финала, загубен от Германия с 0:1.